# Volkswagen Westfalia
 (janvier 2017).

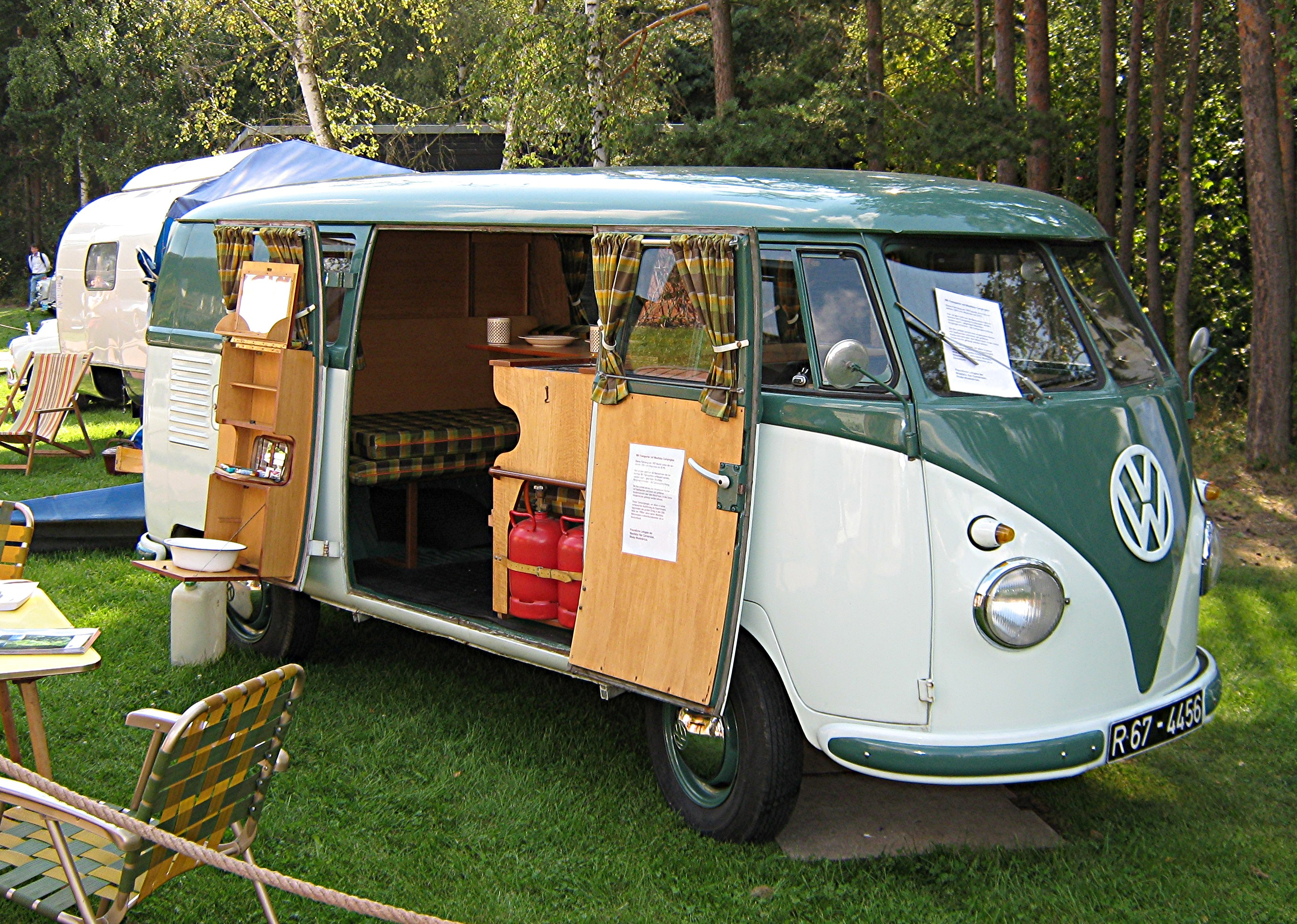
Un Volkswagen Westfalia Camper, ici restauré (2008) avec double ouverture latérale.

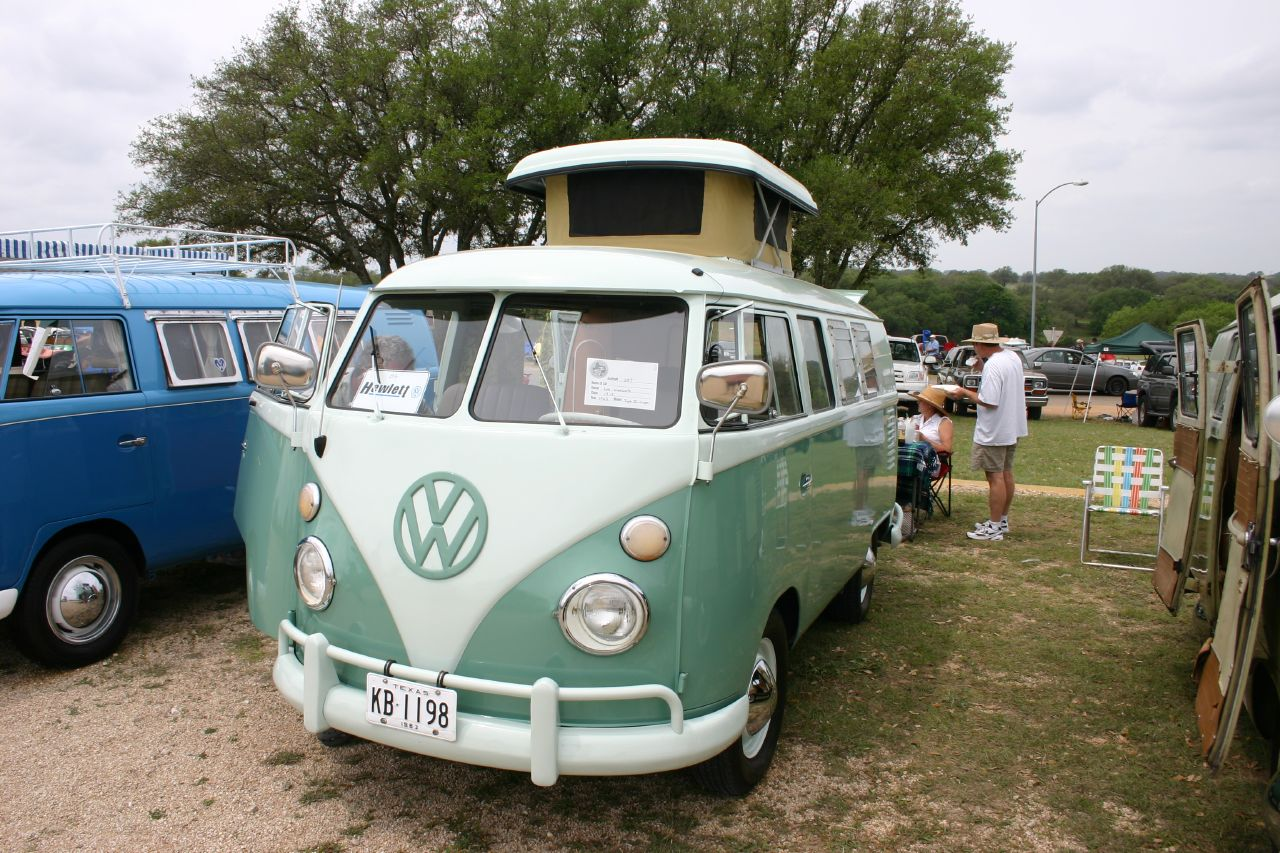
Un Volkswagen Westfalia Camper avec toit-lit survélevable, modèle de 1964.

La gamme Volkswagen Westfalia Camper est une ancienne famille de modèles de camping-car dérivée du fourgon Volkswagen Combi, développée en Allemagne des années 1950 à 2003 par Volkswagen principalement en partenariat avec Westfalia-Werke.

## Historique
Le constructeur Volkswagen et des équipementiers allemands, tel Westfalia, mais aussi pour des raisons économiques, des Anglo-Saxons, ont dès 1951, apporté une solution innovante, dans l'aménagement des premiers fourgons en camping-car. L'entreprise n'est pas nouvelle sur le plan conceptuel : aux États-Unis, où va se développer le truck camper vers 1958, avait été inventé en 1928 le modèle aérodynamique Road Yacht par l'ingénieur-pionnier Glenn Curtiss, suivi par une gamme montée en série.
Volkswagen veut concevoir, dans un volume réduit, un lieu de vie pour deux, voire quatre personnes, ce qui correspond à une famille standard, avec un véhicule d’encombrement minimum, se fondant dans le parc automobile urbain, sans dépasser les cotes limitantes d’accès habituelles.
Différentes versions apparaissent au fil des années, proposées par les allemands Westfalia, Reimo, Carthago et Delher, ou les britanniques Devon et dernièrement Doubleback.

## Versions
- T1, T2 et T3 : Caravelle, Transporter, Kombi, Microbus, Vanagon ou Camper.
- T6 : Caravelle, Multivan, California, Transporteur Combi, Transporteur Van.

## Motorisations
De la série initiale T1 à la série T3, les véhicules sont à propulsion, équipés d'un moteurs 4 cylindres à plat.
- 2-1 la série T1 : Combi split de 1950-1967 doté d'un moteur essence  à refroidissement à air  de 1 200 cm3 et 1 500 cm3 et batterie 6 V ;
- 2-2 la série T2 : Bay window, de 1967-1979 en motorisation essence  à refroidissement à air de 1,6 litres à 2 litres et batterie 12V.

La série T1 est équipée de 4 freins à tambour. Comme la série T2 jusque 1970. Les freins à disques à l'avant apparaissent en option à partir de 1971. Ils sont généralisés à partir de l'année modèle 1972 (à partir d'août 1971).
- 2-3 les séries T3 : sont significativement plus anguleux et plus spacieux, avec des modifications importantes comme l'apparition de moteurs à refroidissement liquide, de moteurs diesel, d'un système ABS, d'une direction assistée, et de suspensions adaptées ;
- 2-3-1 Westfalia : premières versions équipées dès 1951 avec les séries split[7] ;
- 2-3-1-1 Joker : les moteurs essence d'1,6 L et JX Diesel d'1,6 td 70 ch d'origine sont trop justes.

Sur les versions rehaussées, un moteur d'1,9 L à refroidissement liquide ou un 2 L à air est plus adapté et en Diesel un moteur VW 1,9 L est plus performant.
- 2-3-2 Carthago Malibu 2.4 D 77 ch, ou 205 D 102 ch, la société Carthago fondée en 1979 est la deuxième société transformatrice de fourgonnettes VW[4].
- 2-3-3 Delher.

Variantes de 1979 à 1992 :
En 1979, on voit l'apparition du Diesel, puis, en 1981, celle du refroidissement moteur par eau (Wbx). Ces derniers véhicules à radiateur à eau présentent une différence en façade, avec l'apparition d'une double calandre par rapport aux précédents modèles refroidis par air.
Ces modèles étaient motorisés en Diesel et essence, avec même, pour ces derniers, des adaptations GPL, le plus souvent des systèmes VSI PRINS néerlandais les plus fiables. En option avec le moteur 2 litres, la boîte automatique à trois rapports, avec des finitions Carat : jantes alu et vitres thermiques teintées.
Quinze exemplaires de T3, les B 32, ont été motorisés par Porsche entre 1983 et 1985 avec le moteur 3 164 cm3 de la 911 refroidi par air, à quatre roues motrices et avec des modifications au niveau des freins et des suspensions, plus adaptés à sa vitesse maximum élevée de l'ordre de 185 km/h.
À partir de la série T4, passage à la traction :
- 1-4 Séries T4 : moteurs TDI 102 ch et 150 ch ;
- 1-5 Séries T5 : California Coach ou Event, 2,5 L TDI développant 102 ch.

En 2012, le Transporter Double Back, une petite révolution[style à revoir], est livré avec un moteur Diesel TDI développant 140 ch
- 1-6 Séries T6, Westfalia en 2016, avec des motorisations Diesel et essence.

En Diesel ; 2 L-TDI développant 102 ch
- 2 L-TDI de 150 ch (également disponible en 4motion et avec boîte auto à sept rapports DSG) ;
- 2 L-TDI de 204 ch (également disponible en 4motion et avec boîte auto DSG).

En essence : deux choix sont possibles entre le TSI de 2 L développant 150 ch et le TSI de 2 L développant 204 ch, tous deux sont équipés d'injection directe et suralimentés par un turbo.

## Finitions et équipement

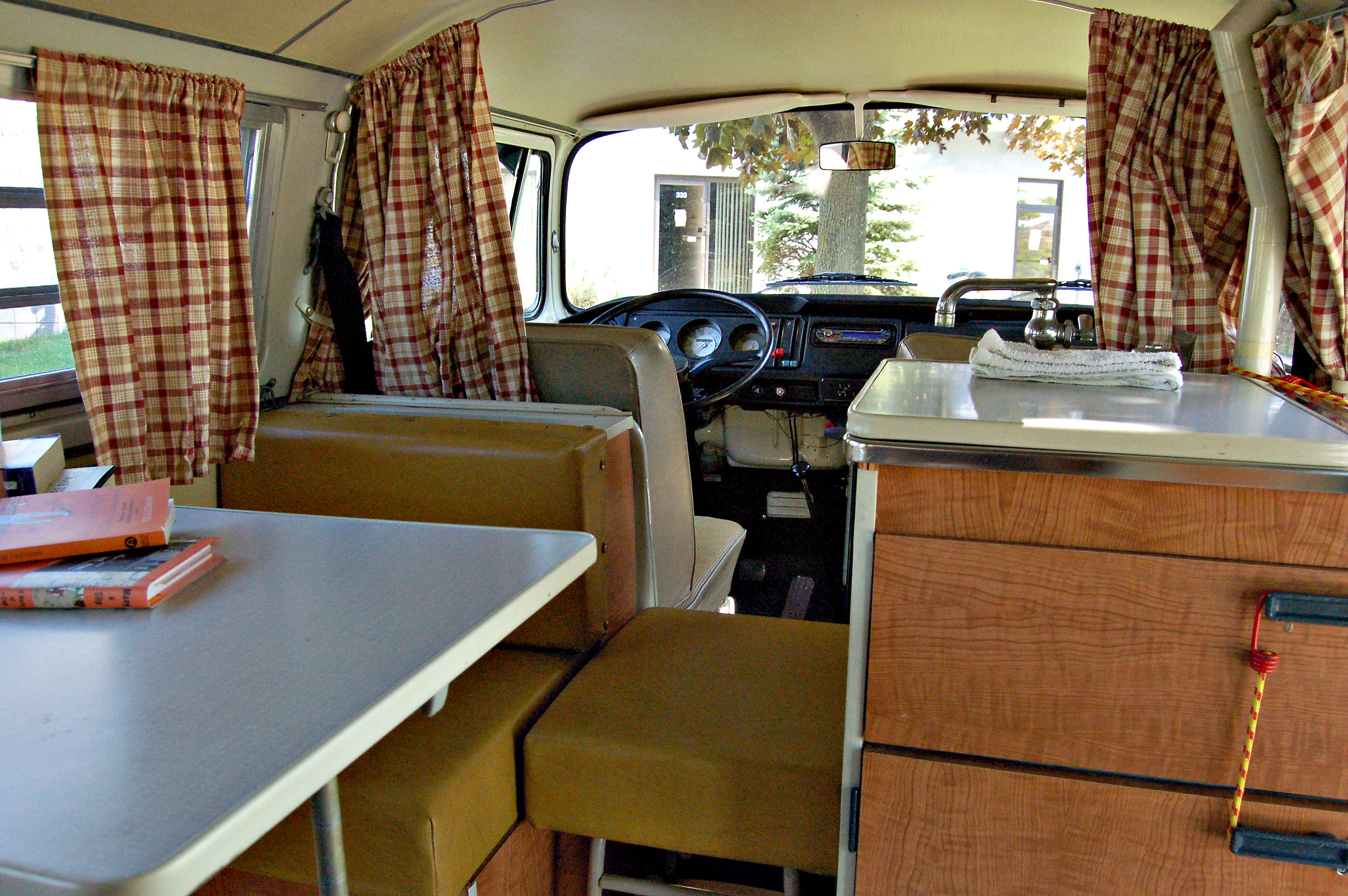
Vue intérieur d'un Camper Westfalia de 1970.

- 3-1 Camper Van T1, Samba, Combi Split, déjà aménagé par la société anglaise Devon, dans le Kent à Ramsgate. Il disposait de deux portes centrales latérales ouvrant en livre pour accéder à la cellule de vie. Ce modèle offre une possibilité de couchage pour deux adultes et un enfant, le dossier articulé de la banquette avant permettant d'accueillir ce dernier dans la cellule de conduite.

Le matériel toilette était regroupé dans un coffrage sur une des portes centrales, avec un miroir, des étagères pour les produits de toilette, et dans la partie basse un emplacement pour la bassine, la réserve en eau, étant assurée par trois jerricans de 4 litres, disposés dans un coffre sous la banquette arrière.
Un placard cuisine est situé à l'arrière droit, avec un camping gaz double feu, permettant la préparation à l’intérieur, ou à l'extérieur sur la plage arrière, au-dessus du moteur. Une table pliante et une chaise pliante complètent cet équipement, en option une tente se greffant sur les deux portes centrales permet de fermer le volume toilette WC.
- 3-2 Camper Van, T2, Bay Window avec comme équipementier pour la plupart Westfalia, à partir de 1956.

Apparition d'une porte latérale centrale coulissante.
Au départ, les prestations sont rudimentaires et minimalistes, intégrant généralement un siège dos à la route, une table pliante, ainsi qu'un bloc cuisine avec petit évier, réchaud et glacière (remplacé par un petit frigo à partir de 1971.
Différentes adaptations ont cherché à augmenter la hauteur sous toit, en apportant des solutions temporaires et amovibles, le plus souvent, avec un rehausseur toilé, sous forme de trappe centrale, ou d'un soufflet latéral dépliant à partir des années 1957-1960 (modèle « Dormomobile »), pour aboutir au toit escamotable en forme de triangle, toujours présent sur les modèles California des actuels T6, l'ensemble permettant en plus d'adjoindre un couchage supplémentaire en niveau supérieur, avec un lit de toit, ce toit pouvant s'ouvrir, selon l'option choisie, vers l'avant ou vers l'arrière du véhicule. Les jalousies orientables, en alu, sur les vitres du coin cuisine, permettaient l'aération.

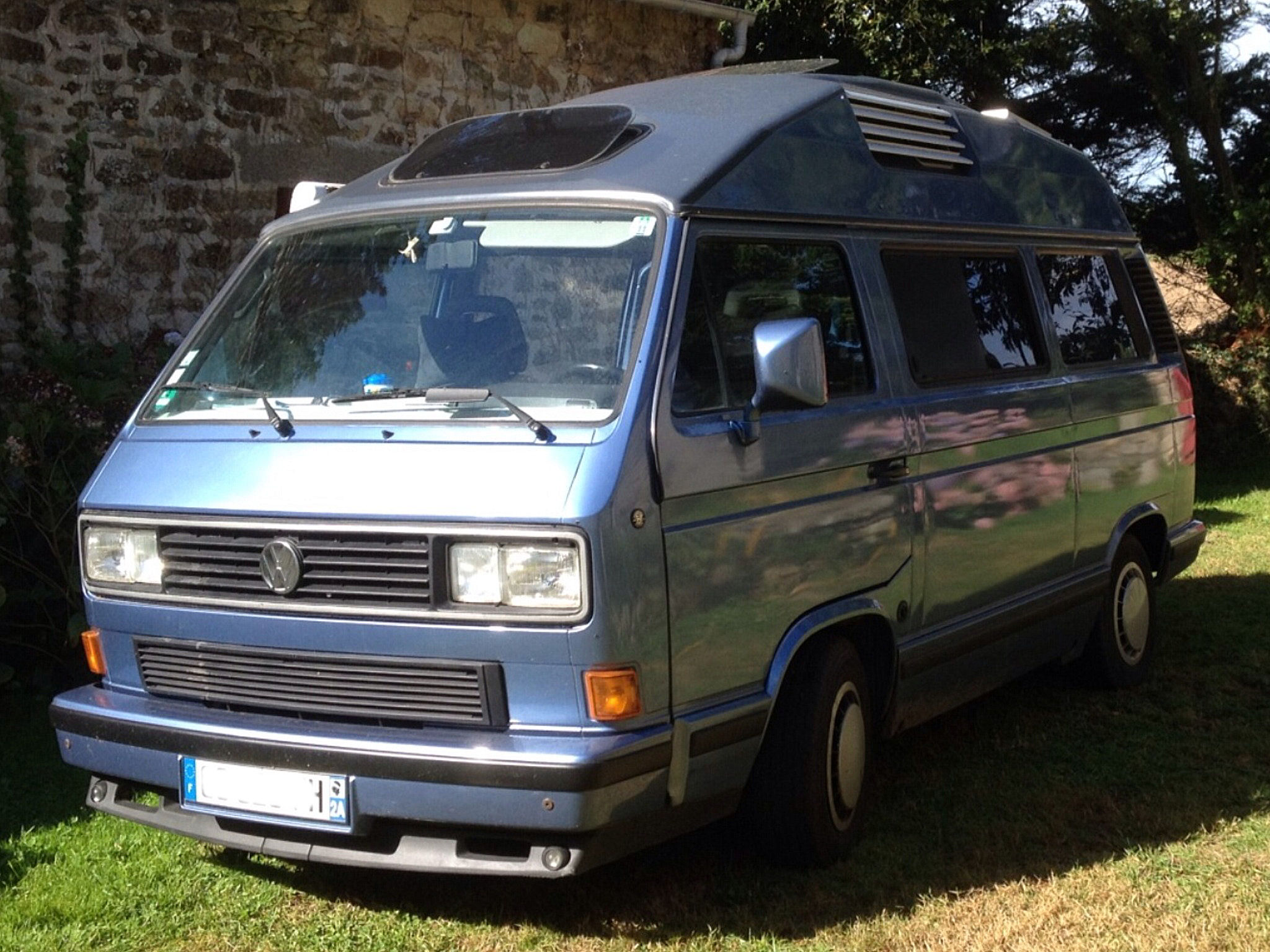
T3 Delher Profi 2+2 1991.

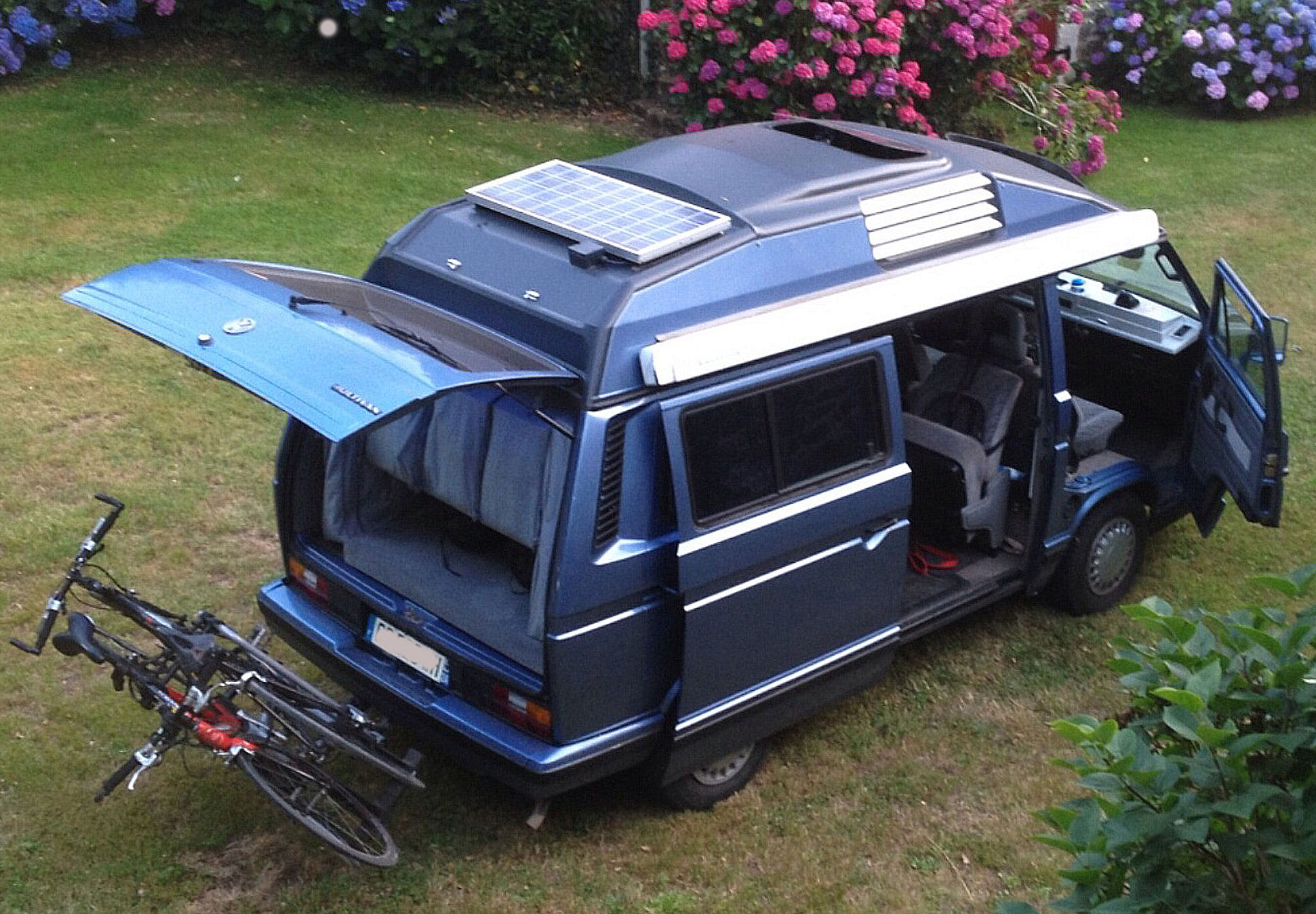
VW Delher T3 KH.

- 3-3 Camper Van T3 : avec une surhausse rigide ;
- 2-3-1 de chez Westfalia ;
- 3-3-1-1 le modèle Joker[10] : ce modèle peut aussi être proposé, avec toit relevable toilé ;
- 3-3-2 le constructeur Carthago[11] envisage dans ses aménagements, un bloc sanitaire, WC/douche indépendant ;
- 3-3-3 du constructeur Delher :

Volkswagen confia au constructeur nautique allemand Dehler l'aménagement de plateformes Transporter T3 pour les productions de Camper Van de 1981 à 1992, qui réalisa un des premiers bloc-douche thermo-moulé intégré. La dernière série limitée de haut de gamme Blue Stars de 150 véhicules et White Stars de cinquante exemplaires étaient des productions luxueuses, elles comportaient couchage, douche, coin sanitaire et kitchenette chauffage stationnaire. Aménagés en thermo-moulé, comme un bateau, ces véhicules ont bien vieilli avec le temps, et restent encore des valeurs sures dans les années 2000.
- 3-3-3 Le camping-car Volkswagen California est une version du Volkswagen Transporter. Produit depuis la fin des années 1980, sur la base du T3, puis très vite du T4, il sera distribué essentiellement en Europe.
- 3-4 Camper Van T4 :
- 3-4-1 : poursuite de Delher de 1992 à 1998, avec les modèles Optima[13], comportant un coin douche indépendant, Wc portable et kitchenette à l'américaine donnant dans le coin repas, pour quatre personnes, avec les sièges avant pivotants.

Pour l'Optima : quatre places et quatre couchages.
La version Profi en T4, est modulable en quatre ou six places (option), seule limitation : trois couchages au lieu de quatre, le troisième correspondant à une bannette supérieure, et le lit double inférieur étant constitué des sièges mis en position allongée.
Delher contribua aussi à équiper des véhicules Ford.
La version 5.4 châssis allongé, 5,5 m, comportait une cellule arrière en deux volumes séparés, pour les toilettes et la douche.
- 3-4-2 le modèle Westfalia Carthago Malibu[11] : six places, toit capucine relevable, quatre couchages dont deux dans la rehausse, coin cuisine reporté à l'arrière, côté droit, coin douche et WC à l'arrière côté gauche ;
- 3-4-3 la série California : avec différentes séries limitées[14] ;
- 3-4-5 Camper van T5 : apparition en 2012, d'une adaptation originale, par Doubleback, une société britannique reprenant les équipements California, en lui adjoignant une cellule mobile de 2 m de long, rétractable électriquement, qui double la surface en créant une cellule couchage indépendante[15] ;
- 3-4-6 Camper van T6 en 2017 retour du Joker en deux versions : « Club » avec une surhausse rigide, et « City » avec un toit souple relevable[16].

Les équipements intérieurs comportent une vraie douche/WC, avec une « cuisine à l'américaine », donnant sur le coin repas, qui avec sa tablette amovible, et les deux sièges avant réversibles, permet à quatre personnes de déjeuner. La version toit toilé relevable électriquement est de série et la surhausse rigide en option permet de bénéficier à l'étage d'un vrai lit en 130 cm, avec un sommier à lattes.

## Fin de production
- Séries T1 : arrêt en 1967 ;
- Séries T2 Westfalia : arrêt pour le T2a en 1972 et définitivement pour le T2b en 1979 pour l'Europe ;
- Séries T3 Delher : dernières productions fin 1991.

Delher continua à produire des versions Camper Van spécifiques, sur les modèles T4, en trois versions : Maxi van, Profi T4, Optima, jusqu'en 1998, date à laquelle le département Delher mobile pris fin, pour se consacrer exclusivement, à sa mission première de construction nautique.
- Séries T4 : 2003 ;
- Séries T5 : 2015 ;
- Séries T6 : toujours produite[évasif].